# 兵器广场 (库斯科)
库斯科兵器广场（Plaza de Armas del Cuzco）曾经是沼泽，在印加帝国时期被排干，成为首都库斯科的行政，宗教和文化中心，在此举行各种典礼以及印加军队的凯旋仪式。
西班牙人征服以后，在广场周围印加宫殿的遗址上，建起了教堂和大厦，环绕广场建立了石拱廊。
这个广场是该市历史上许多重要的事件的发生地点，如弗朗西斯科·皮萨罗宣布对库斯科的征服。1781年，土著抵抗运动领袖图帕克·阿马鲁在此被处决。今天，兵器广场是现代库斯科的核心，周围环绕的拱廊开辟为旅游餐馆，珠宝店，旅行社，征服时期留下的库斯科主教座堂和耶稣会教堂，以及胜利堂和圣家堂，都面向广场。

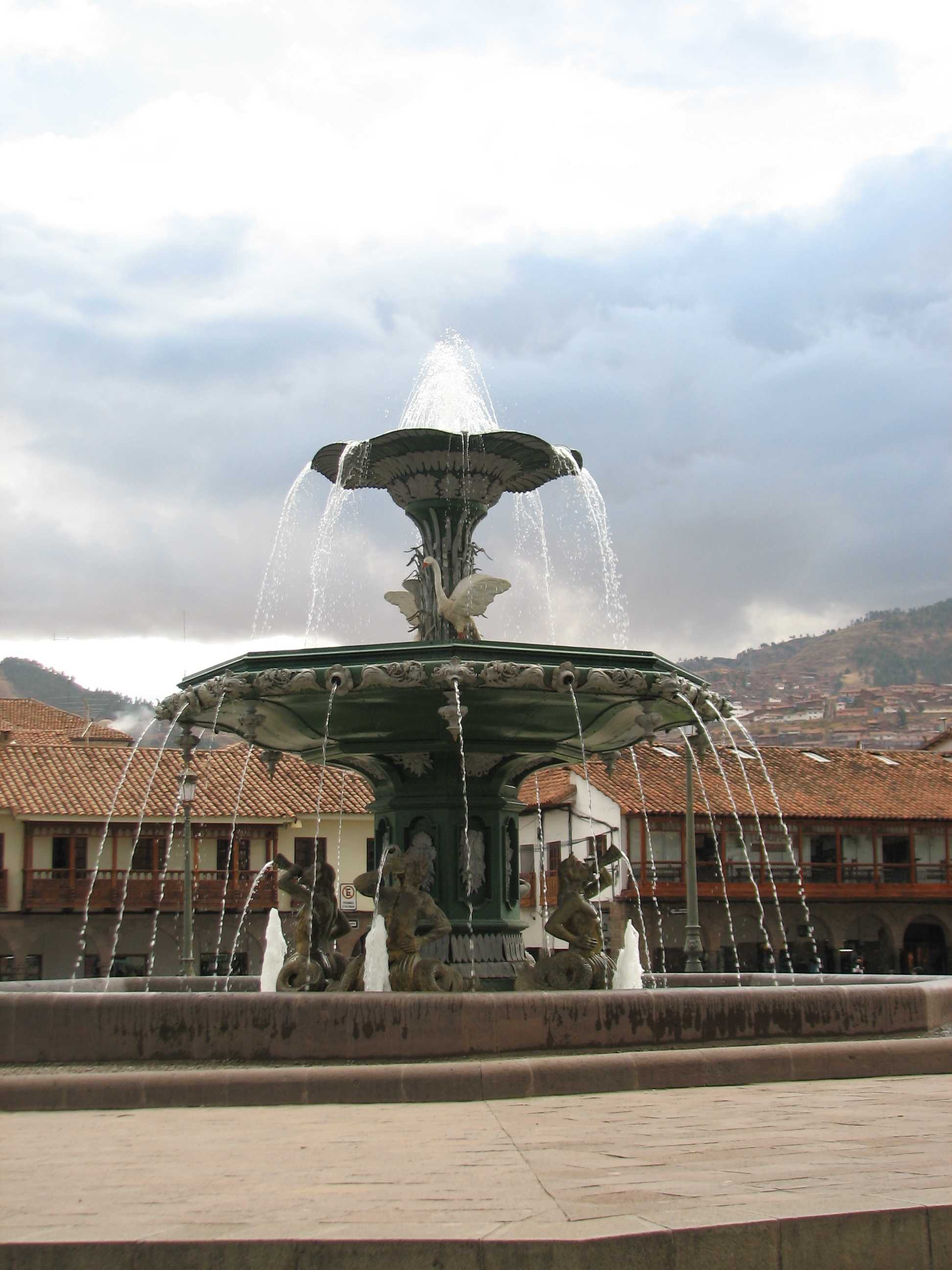
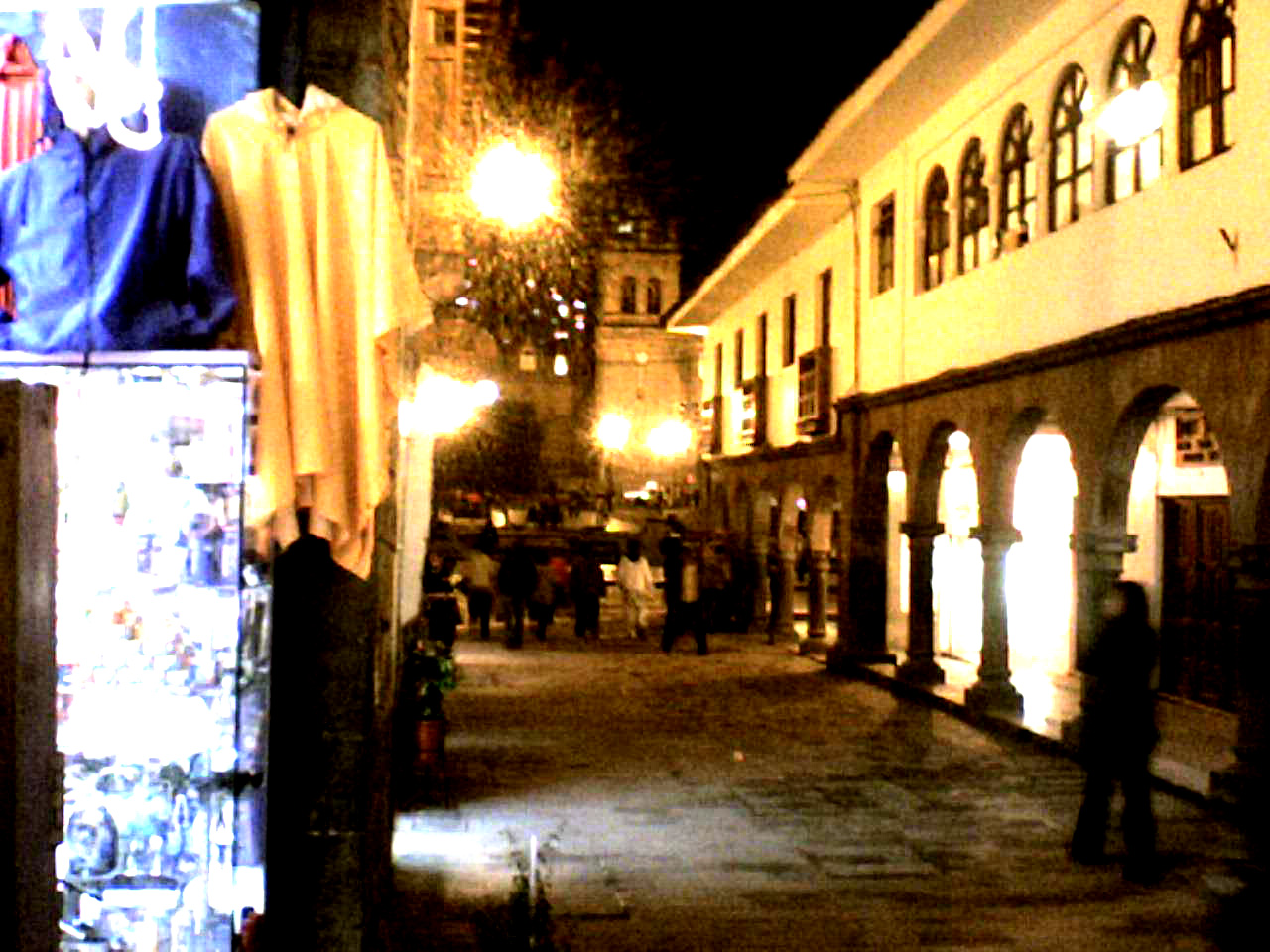
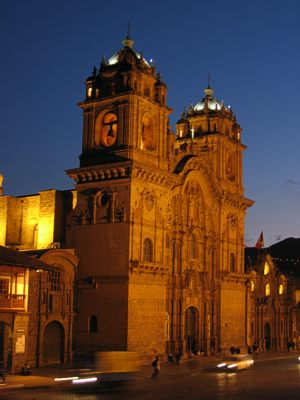
耶稣会教堂
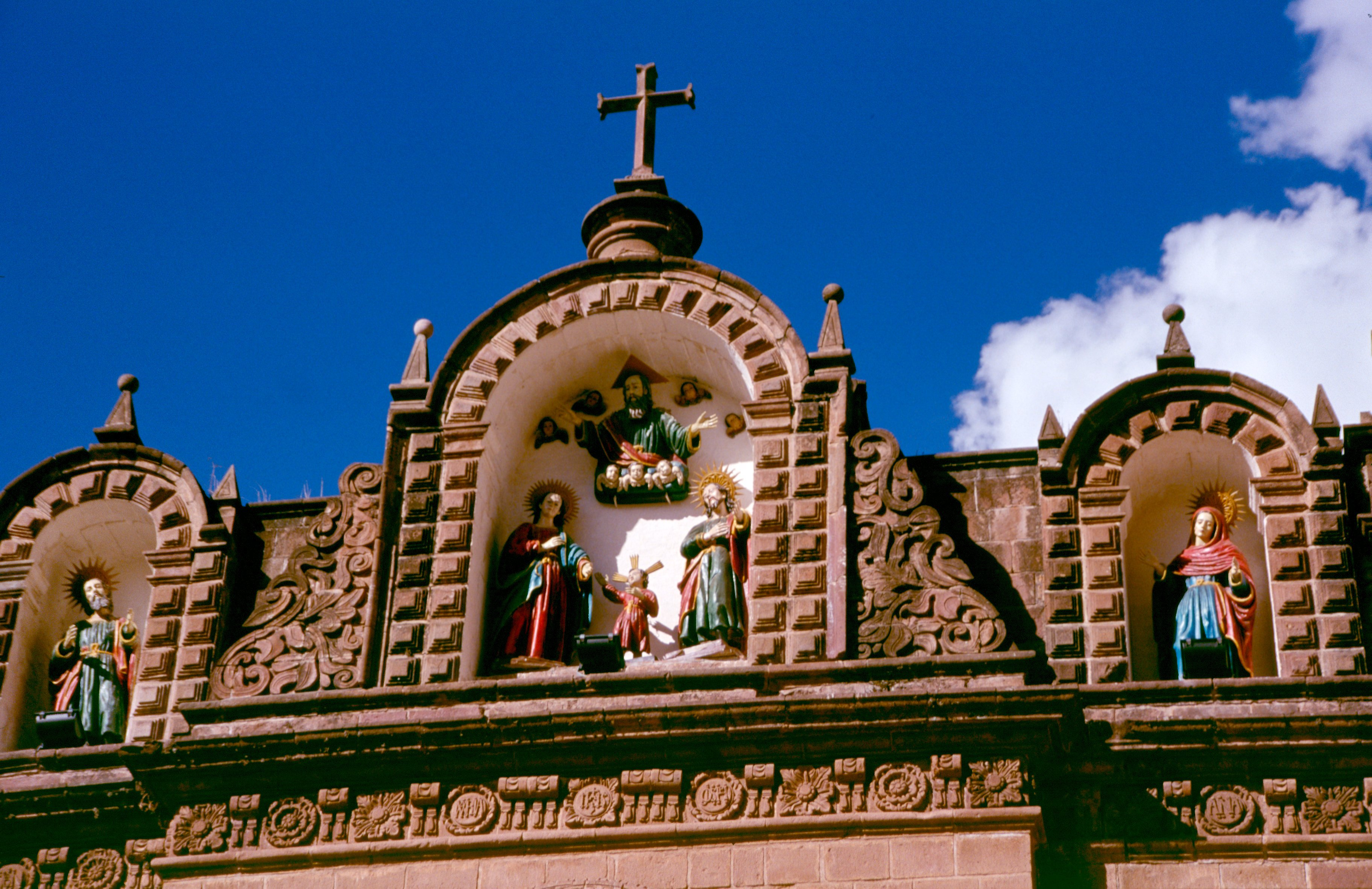
胜利堂